# Miguel Quiame
Miguel Geraldo Quiami (Luanda, 17 de setembro de 1991) é um futebolista profissional angolano que atua como defensor.

## Carreira
Miguel Geraldo Quiami representou o elenco da Seleção Angolana de Futebol no Campeonato Africano das Nações de 2013.